# Meer van Annone
Het Meer van Annone (Italiaans: Lago di Annone) is een meer in de Italiaanse Lombardische provincie Lecco. Het is een van de vier grote meren in de heuvelachtige Brianza.
Feitelijk bestaat het meer uit afzonderlijke bassins. Het oostelijke deel, het Lago di Oggiono (Lago di Annone est) en het westelijke deel Lago di Annone ovest zijn met elkaar verbonden ten zuiden van het schiereilandje van Isella. Het meer wordt gevoed door ondergrondse bronnen en kleine beekjes. De Rio Torto voert het water uit het meer af naar de zuidoostelijke tak van het Comomeer. Ten noordoosten van het meer ligt de 922 meter hoge Monte Barro.
Aan het meer liggen vier plaatsen: Annone di Brianza, Oggiono, Sala al Barro en Civate. Langs de westoever loopt de superstrada SS36 die Milaan met het Comomeer en de Splügenpas verbindt.
Albano · 
Alserio · 
Annone · 
Barrea · 
Bolsena · 
Bracciano · 
Campotosto · 
Comabbio · 
Como · 
Endine · 
Garda · 
Garlate · 
Idro · 
Iseo · 
Ledro · 
Lugano · 
Maggiore · 
Mergozzo · 
Misurina · 
Monate · 
Orta · 
Pusiano · 
Trasimeno · 
Varese · 
Vico · 
Viverone